# Otto Kramer (Politiker)
Otto Kramer (* 14. September 1880 in Stendal; † nach 1950) war ein deutscher Politiker (LDP). Er war von 1946 bis 1950 Landtagsabgeordneter in Sachsen-Anhalt.

## Leben
Kramer war ausgebildeter Ofenbauer. Er war selbstständig und besaß auch mehrere Kinos und Kaffeehäuser. Nach dem Zweiten Weltkrieg wurde er Mitglied der LDP; er war zweiter Vorsitzender der LDP Stendal. Bei der Landtagswahl in Sachsen-Anhalt 1946 wurde er in den Landtag gewählt. Sein Mandat legte er am 15. April 1950 nieder.